# Noorderlaanbrug
De Noorderlaanbrug is een brug in het Antwerpse havengebied op de rechteroever van de Schelde. De brug ligt in de Noorderlaan over het Albertkanaal en verbindt de wijken Eilandje en Luchtbal met elkaar.
De Noorderlaanbrug werd vernieuwd in 1984 en was een vaste brug met tweemaal drie rijvakken, waarvan telkens één rijvak is voorbehouden als busstrook. De naam is ontleend aan de Noorderlaan, de weg die over de brug loopt. De doorvaarthoogte bedroeg toen 7 meter bij een doorvaartbreedte van 50 meter.
In het kader van de verbreding van het Albertkanaal tussen de Haven van Antwerpen en Wijnegem om duwvaartkonvooien tot 9000 ton toe te laten moest de brug verhoogd worden tot een doorvaarthoogte van minstens 9,10 meter. Tegelijkertijd werd het kanaal verbreed naar 63 meter.
Tussen 2008 en 2010 werden twee nieuwe bruggen gebouwd: een voor het autoverkeer en een voor het openbaar vervoer. De brug voor het autoverkeer is de westelijke brug (kant Asiadok) en bestaat uit tweemaal twee rijvakken, de brug voor het openbaar vervoer bestaat uit tweemaal één rijvak. Een gemeenschappelijk voet- en fietspad werd aangelegd aan de buitenzijde van het geheel van de twee bruggen. De brug voor autoverkeer heeft enkel een fietspad aan de westkant en de brug voor het openbaar vervoer heeft enkel een fietspad aan de oostkant. De nieuwe brug voor het openbaar vervoer werd meteen uitgerust met tramsporen, zodat later de tramlijn op de Leien, over de Noorderlaan, mogelijk verlengd zou kunnen worden tot in Ekeren. Ook de totale lengte van de brug werd tot 180 meter vergroot. De overspanning over het Albertkanaal bedraagt 80 meter, de zijoverspanningen telkens 50 meter. Daardoor ontstaat heel wat ruimte onder de brug. De nutsleidingen werden verlegd, van hangende onderaan de brug, naar een tracé onder het Albertkanaal door.

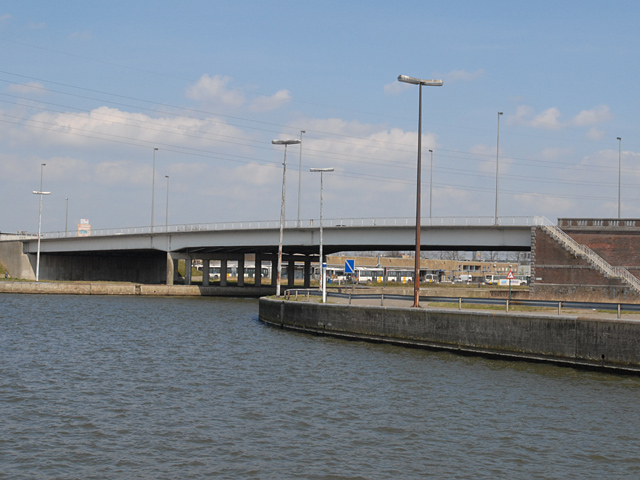
de oude Noorderlaanbrug uit 1984
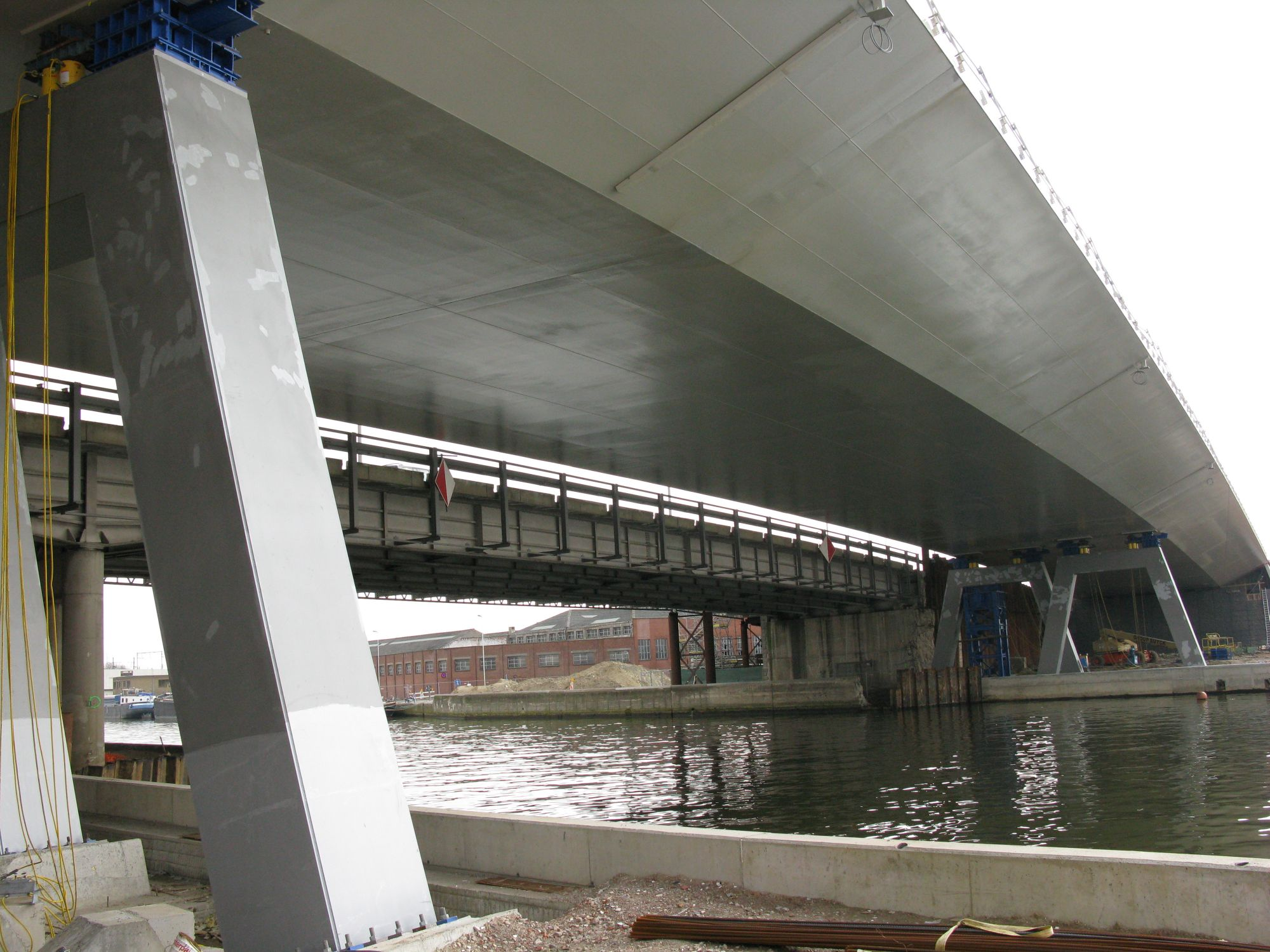
de nieuwe brug in aanbouw, naast de helft van de oude brug
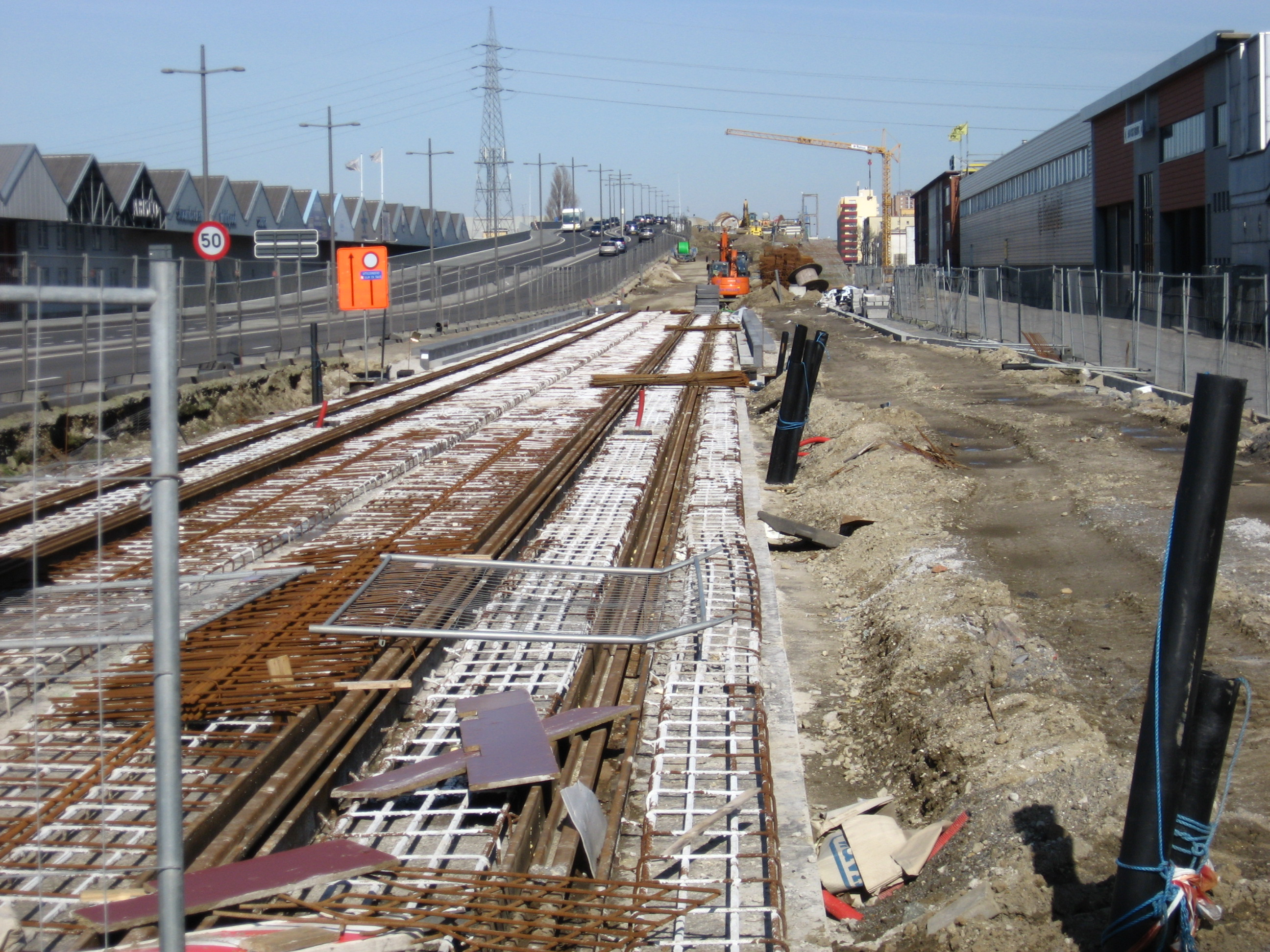
de tramsporen in aanbouw

Albertbrug · Asiabrug · Berendrechtbrug · Boudewijnbrug · Droogdokbrug · Farnesebrug · Frederik Hendrikbrug · Kattendijkbrug · Kempischebrug · Kruisschansbrug · Lefèbvrebrug · Lillobrug · Londenbrug · Luikbrug · Meestoofbrug · Melselebrug · Mexicobrug · Nassaubrug · Noorderlaanbrug · Noordkasteelbrug · Noordlandbrug · Oosterweelbrug · Oudendijkbrug · Petroleumbrug · Royersbrug · Siberiabrug · Straatsburgbrug · Van Cauwelaertbrug · Willembrug · Wilmarsdonkbrug · Zandvlietbrug · Ophaalbrug Merksem Groot Dok · Ophaalbrug Merksem Klein Dok